# Villa Manetti
 Villa Manetti o di Monte Fiano si trova a Fiesole, in via San Michele a Muscoli 6.

## Storia
La villa venne costruita nel Cinquecento ingrandendo una casa-torre duecentesca, della quale restano ancora oggi le mura perimetrali, qualche finestra e le volte a botte. Dotata di cortile in asse con un ninfeo, è stata attribuita a Bernardo Buontalenti. Appartenne ai Mancini, dei quali resta lo stemma sul camino del primo piano, e nel tempo subì vari passaggi di proprietà, tra cui i frati del convento di San Marco, che vi risiedevano d'estate e il famoso banchiere americano John Pierpont Morgan.
L'aspetto attuale risente soprattutto delle trasformazioni ottocentesche, quando venne trasformata in fattoria.

## Descrizione
Posizionata in maniera panoramica, alle spalle della chiesa di San Michele a Muscoli, si affaccia a 360° su Monte Senario, Fiesole e la valle del Mugnone.
È dotata di un loggiato panoramico all'ultimo piano e di un giardino composto da zone formali all'italiana, zone ombrose all'inglese e poderi a vocazione agricola.
La facciata principale della villa è rivolta a monte e scendendo una scalinata, fiancheggiata da cipressi, si giunge al giardino a ovest, composto da un grande terrazzamento chiuso su tre lati da muretti in pietra. Qui si trovano parterre fioriti di forma geometrica (soprattutto con gerani), delimitati da siepi di bosso, con vasche di cotto dell'Impruneta contenenti limoni e, al centro, una vasca rotonda, il tutto circondato da boschetti di sempreverdi quali lecci, allori e lentaggine.
La facciata laterale della villa, quella sul giardino all'italiana, è ingentilita da una loggia e da una grotta con mosaici rustici in stile settecentesco. La terrazza al primo piano è quasi interamente coperta da un grande esemplare di glicine. Verso valle, a sud, si sviluppa il boschetto di lecci e cipressi, solcato da vialetti più o meno tortuosi che portano anche a un secondo ingresso. I vari livelli sono collegati da scale e scalette in pietra di forme diverse, decorate da balaustre e muretti a secco. Qui si trova anche la limonaia.